# Новый драматический театр на Печерске
Киевский академический театр на Печерске — киевский драматический театр, созданный в 2000 году. Художественный руководитель — Александр Крыжановский.

## История театра
Основа театра — выпускной русский курс Киевского национального университета театра, кино и телевидения имени И. К. Карпенко-Карого (руководитель — Николай Рушковский). Спектакли, послужившие основой для репертуара, были созданы в студенческие годы.

Курс был хороший. Зная общую практику (как украинскую, так и российскую), касающуюся трудоустройства артистов, я понял, что, если распустить ребят, они погибнут как творческие личности. Так зачастую и происходит: кто-то выходит на гребень волны, другие теряются. Но у того курса была редкая цельность, интересный репертуар. Они играли «Человека из Ламанчи», горьковских «Зыковых», «Мастера и Маргариту». И мы с ребятами договорились: попытаемся все сделать для того, чтобы создать новый театр. Стал искать людей, которые бы влюбились в них. Их оказалось много — самобытных, с высокими должностями. В результате вышли на Печерский район Киева, где работал небольшой театр-студия. Но у них ушла из жизни руководитель. В коллективе осталось всего несколько человек. Представители райадминистрации предложили нам включить моих ребят в труппу, нашли помещение.— Н.Рушковский в интервью
Среди людей, имеющих непосредственное отношение к становлению театра — посол России на Украине Виктор Черномырдин, председатель Международной конфедерации театральных союзов, Народный артист СССР Кирилл Лавров.
В труппе театра работают штатные актёры, приглашённые актёры из других театров. За двадцать с лишним лет в театре было поставлено больше 50 спектаклей. Работы театра принимали участие в фестивалях в России, Белоруссии, Германии, Великобритании, Швеции.

## Труппа театра
- Екатерина Варченко (с 2007 года)
- Александр Васин (с 2007 года)
- Олеся Власова (с 2000 года)
- Константин Войтенко (с 2012 года)
- Юрий Вутянов (с 2009 года)
- Владимир Заец (с 2008 года)
- Екатерина Кистень (с 2003 года)
- Александр Крыжановский — руководитель театра с 2000 года
- Елена Лазович (с 2000 года)
- Анна Лебедева (с 2000 года)
- Владислав Мамчур (с 1999 года)
- Денис Мартынов (с 2004 года)
- Алёна Мамчур (с 2004 года)
- Лилия Нагорная (с 2000 года)
- Игорь Назаров (с 2000 года)
- Светлана Осипенко (с 2007 года)
- Игорь Рубашкин (с 2000 года)
- Николай Рушковский — основатель театра
- Руслан Сокольник (с 2004 года)
- Ольга Ларина (с 2007 года)
- Сергей Чернов (2004—2005 года)
- Валерий Чигляев (с 2004 года)
- Юрий Якуша (с 2000 года)

## Репертуар театра
| Премьера       | Название                                         | Автор                                           | Постановка                                        | Актёры и роли | Комментарии |
| -------------- | ------------------------------------------------ | ----------------------------------------------- | ------------------------------------------------- | --- | --- |
| 1998           | Человек из Ламанчи                               |                                                 | Николай Рушковский, балетмейстер — Сергей Швыдкой | Игорь Рубашкин (Дон Кихот), Игорь Назаров (Санчо Панса), Олеся Власова (Дульсинея), Владислав Мамчур, Юрия Якуша, Наталия Здобнова | «Киевская пектораль» в номинации «Коллективный дебют»                                                                                                 |
| 2000           | Минуты вольности святой                          |                                                 | Игорь Славинский                                  | | |
| 2000           | Визит господина В.                               | Михаил Булгаков                                 | Александр Крыжановский                            | | |
| 2000           | Приключение Казановы                             | Марина Цветаева                                 | Елена Лазович                                     | Игорь Рубашкин, Лилия Нагорная | |
| 2000           | Невидимки                                        | Леонид Зорин                                    | Игорь Славинский                                  | | |
| 2001           | Остров нашей любви и надежды                     | Геннадий Соловский                              | Александр Крыжановский                            | Игорь Назаров, Руслан Сокольник, Елена Лазович, Екатерина Кистень, Екатерина Рубашкина, Владислав Мамчур, Анна Лебедева, Елена Мамчур | |
| 2001           | Забыть Герострата                                | Григорий Горин                                  | Александр Крыжановский                            | | |
| 2001           | Вифлеемская звезда                               |                                                 | Александр Крыжановский                            | | Притчи. Сказка для детей |
| 2002           | Арлекино — слуга двух господ                     | Карло Гольдони                                  | Себастьяно Сальвато                               | Екатерина Кистень, Игорь Назаров, Игорь Рубашкин, Владислав Мамчур, Юрий Якуша, Денис Мартынов, Анна Лебедева, | Копия спектакля режиссёра Джорджо Стрелер в театре «Пикколо» (Милан, Италия)                                                                          |
| 2002           | Пять рассказов Пелевина                          | Виктор Пелевин                                  | Юрий Одинокий                                     | Владислав Мамчур, Виктор Марвин, Александр Васин, Виктор Глушков, Сергей Чернов, Игорь Назаров, Екатерина Кистень, Светлана Осипенко, Лилия Нагорная, Екатерина Варченко, Анна Сергеева | По рассказам «Хрустальный мир», «Миттельшпиль», «Бубен Верхнего мира», «Тарзанка», «Проблема верволка в средней полосе»                               |
| 2003           | У каждого свои странности                        | Антон Чехов                                     | Александр Крыжановский                            | Валерий Чигляев (Тигров) | |
| 2003           | Я твой шут, пророк и брат                        | Леонид Енгибаров                                | Елена Лазович                                     | | |
| 2003           | Заложники                                        | Владимир Каденко                                | Игорь Славинский                                  | | |
| 2004           | Закон танго                                      | Хулио Кортасар, Хорхе Луис Борхес, Пабло Неруда | Елена Лазович, Игорь Рубашкин (хореограф)         | Игорь Рубашкин (Росендо Хуарес), Владимир Кузнецов, Сергей Чернов, Руслан Сокольник (Хорхе), Елена Лазович (Хулия), Лилия Нагорная(Касильда) , Алёна Медведева/Екатерина Кистень (Петрона), Владислав Мамчур, Екатерина Рубашкина, Екатерина Варченко и др.                                                       | "Киевская Пектораль" за "лучшую хореографию" |
| 2004           | Приключения Оленеводов                           |                                                 | Александр Крыжановский                            | | Спектакль для детей |
| 2005           | Мастер и Маргарита                               | Михаил Булгаков                                 | Александр Крыжановский                            | Олеся Власова (Маргарита) | |
| 2007           | Глупые истории про нас с тобой                   | Ксения Драгунская                               | Елена Лазович                                     | Екатерина Кистень, Владислав Мамчур, Елена Лазович, Руслан Сокольник, Андрей Журба, Ольга Ларина, Денис Мартынов, Елена Мамчур, Евгений Харитонов, Александр Сомов (аккордеон), О.Прокопчук (хормейстер). | |
| 2007           | Встреча-Зустріч-Meeting-Möte                     |                                                 | Александр Крыжановский                            | | Копродукция Театра на Печерске с Liveartcollective MELO из Стокгольма. При поддержке Шведского Института в Украине.                                   |
| 2008           | Распутник                                        | Эрик-Эммануэль Шмитт                            | Александр Крыжановский                            | Игорь Рубашкин (Дени Дидро), Екатерина Кистень (Анна-Доротея Тербуш), Елена Лазович (Антуанетта Дидро), Ольга Стетюха (Мадемуазель Гольбах), Екатерина Варченко (Анжелика Дидро), Денис Мартынов (Бароннет) | Лауреат премии Киевская пектораль (2008) в номинациях «Лучший камерный спектакль», «Лучшая мужская роль» (Игорь Рубашкин)                             |
| 2009, 19 марта | Salida Cruzada — 8 шагов танго                   | Сочинение участников проекта                    | Елена Лазович                                     | Руслан Сокольник (Павел), Лилия Нагорная (Лидия), Инна Цимбалюк (Лиза), Светлана Осипенко (Марина), Юрий Вутянов (Георгий), Владислав Мамчур/Владимир Заец (Валера), Екатерина Варченко/Ольга Стетюха (Аня), Алексакндр Васин/Дмитрий Малиночка (Женя), Екатерина Рубашкина (Надя)                                | |
| 2010           | Парадокс Коперника                               |                                                 | Игорь Славинский                                  | | |
| 2010           | Счастье                                          | Андрей Платонов                                 | Андрей Билоус                                     | Борис Орлов (Никита Фирсов), Екатерина Кистень (Люба), Владимир Кузнецов, Светлана Осипенко, Денис Мартынов, Юрий Якуша, Екатерина Варченко | По повести «Река Потудань». Лауреат премии Киевская пектораль (2011) в номинациях «Лучший камерный спектакль», «Лучший актёрский дебют» (Борис Орлов) |
| 2010           | Цветы для Елизаветы                              |                                                 | Елена Лазович                                     | Владислав Мамчур, Светлана Осипенко, Екатерина Рубашкина, Юрий Вутянов, Вячеслав Ольшанский, Елена Лазович, Алена Медведева, Лилия Нагорная | |
| 2011           | Святою ночью                                     | Антон Чехов                                     | Елена Лазович                                     | Владислав Мамчур, Анна Лебедева, Сергей Чернов, Андрей Журба, Игорь Назаров, Екатерина Кистень, Екатерина Рубашкина, Екатерина Варченко, Александр Васин, Руслан Сокольник, Алена Мамчур, Юрий Вутянов. | Лауреат премии «Киевская пектораль» (2013) в номинации «Лучшая женская роль» (Екатерина Кистень)                                                      |
| 2011           | Push Up (Под давлением)                          | Роланд Шиммельпфенниг                           | Александр Крыжановский                            | Екатерина Кистень (Сабина) / Анна Лебедева (Ангелика), Денис Мартынов / Александр Васин (Генрих), Елена Лазович / Наталия Здобнова (Мария), Игорь Назаров / Константин Войтенко / Андрей Попков (Франк), Юрий Вутянов (Ганс), Олеся Власова / Лилия Нагорная (Патриция), Игорь Рубашкин / Владимир Заец (Роберт). | Лауреат премии Киевская пектораль (2012) в номинации «Лучший камерный спектакль»                                                                      |
| 2012           | Корабль не придёт                                | Нис-Момме Штокманн                              | Александр Крыжановский                            | Владимир Кузнецов, Игорь Рубашкин | Лауреат премии «Киевская пектораль» (2013) в номинациях «Лучший спектакль камерной (малой) сцены» и «За лучшую сценографию»                           |
| 2013           | Gogol поиск                                      | Н.В. Гоголь                                     | Александр Крыжановский                            | | |
| 2013           | Король Иудейский                                 | Фёдор Достоевский                               | Игорь Лысов                                       | | Главы из романа «Идиот» |
| 2013           | Наше Рождество                                   |                                                 | Елена Лазович                                     | | |
| 2014           | Страсти по "Идиоту"                              | Федор Достоевский                               | Ольга Ларина                                      | Ольга Ларина, Анна Сергеева | |
| 2014           | Ночной Гаспар. Повешенный                        | Лейла Александер-Гарретт                        | Александр Крыжановский                            | Тамара Плашенко | Моноспектакль |
| 2015           | Прекрасное                                       | Платон, Александр Пушкин, братья Стругацкие     | Денис Мартынов, Виктор Марвин                     | Денис Мартынов, Владимир Заец | |
| 2015           | Блэз                                             | Клод Манье                                      | Александр Крыжановский                            | | |
| 2015           | Гессе. Притчи                                    | Герман Гессе                                    | Александр Крыжановский                            | | |
| 2016           | В самое сердце                                   | Луиджи Пиранделло                               | Дмитрий Захоженко                                 | | |
| 2016           | Отрада и Утешение                                | Елена Лазович                                   |                                                   | | |
| 2016           | Любить                                           | Денис Мартынов                                  |                                                   | Ольга Ларина, Руслан Сокольник | Музыкально-поэтический перформанс |
| 2017           | Двое бедных румын, говорящих по-польски          | Дорота Масловская                               | Валентина Сотниченко                              | Вероника Литкевич, Игорь Рубашкин, Екатерина Кистень, Руслан Сокольник, Юрий Вутянов | |
| 2017           | Онегин                                           | Александр Пушкин                                | Ольга Ларина, Денис Мартынов                      | | |
| 2017           | Легкие                                           | Данкан Макмиллан                                | Дмитрий Захоженко                                 | Юлия Першута, Александр Васин | |
| 2017           | Спектакль после спектакля                        |                                                 | Александр Катунин                                 | Валерий Чигляев | Моноспектакль |
| 2017           | Алеша                                            | Федор Достоевский                               | Елена Лазович                                     | | |
| 2018           | Мир в ореховой скорлупе                          | Стивен Хокинг                                   | Дмитрий Захоженко                                 | | Спектакль-победитель всеукраинского театрального фестиваля-премии GRA в номинации "За лучший поисково-экспериментальный спектакль"                    |
| 2018           | Мой Гамлет. Высоцкий                             |                                                 | Елена Лазович                                     | | |
| 2018           | Бог резни (Искусство Договариваться)             | Ясмина Реза                                     | Ольга Ларина, Денис Мартынов                      | | |
| 2019           | Пиноккио, или История о том, как стать Человеком | Карло Коллоди                                   | Елена Лазович                                     | | |
| 2019           | Гамлет                                           | Вильям Шекспир                                  | Ольга Ларина, Денис Мартынов                      | | |
| 2019           | Наталка Полтавка.doc                             |                                                 | Елена Лазович                                     | | |
| 2019           | Поколение пепси                                  | Сергей Жадан                                    | Вероника Литкевич                                 | Дмитрий Усов, Руслан Сокольник, Юрий Вутянов, Григорий Бакланов, Артур Зайцев / Владислав Писаренко, Полина Снисаренко | |
| 2020           | Призрак в доспехах                               | Масамунэ Сиро                                   | Дмитрий Захоженко                                 | Екатерина Шенфельд (Майор), Екатерина Кистень (Подозреваемая), Игорь Рубашкин (Бато), Руслан Сокольник (Подозреваемый), Юлия Першута (Голос) | |
| 2020           | Иранская конференция                             | Иван Вырыпаев                                   | Елена Лазович                                     | Владимир Кузнецов, Владислав Мамчур, Александр Васин, Андрей Попков, Юрий Вутянов, Анна Лебедева, Наталия Здобнова / Марина Юрчак, Владимир Постановский / Максим Самчик, Владимир Заец / Никон Федотов, Дарья Творонович                                                                                         | |

## Награды и номинации
| Премия                    | Категория                                                      | Лауреаты и номинанты        | Спектакль         | Результаты |
| ------------------------- | -------------------------------------------------------------- | --------------------------- | ----------------- | ---------- |
| «Киевская пектораль» 2004 | Лучшая хореография и пластика / пластическое решение спектакля | Игорь Рубашкин              | Закон танго       | Победа     |
| «Киевская пектораль» 2008 | Лучший спектакль камерной (малой) сцены                        | Александр Крыжановский      | Распутник         | Победа     |
| «Киевская пектораль» 2008 | Лучшая мужская роль                                            | Игорь Рубашкин (Дени Дидро) | Распутник         | Победа     |
| «Киевская пектораль» 2010 | Лучший спектакль камерной (малой) сцены                        | Андрей Билоус               | Счастье           | Победа     |
| «Киевская пектораль» 2010 | Лучший актёрский дебют                                         | Борис Орлов                 | Счастье           | Победа     |
| «Киевская пектораль» 2011 | Лучший спектакль камерной (малой) сцены                        | Александр Крыжановский      | Push Up           | Победа     |
| «Киевская пектораль» 2012 | Лучший спектакль камерной (малой) сцены                        | Александр Крыжановский      | Корабль не придёт | Победа     |
| «Киевская пектораль» 2012 | Лучшая женская эпизодическая роль / роль второго плана         | Екатерина Кистень (Княгиня) | Святой ночью      | Победа     |
| «Киевская пектораль» 2012 | Лучшая сценография                                             | Борис Орлов Игорь Рубашкин  | Корабль не придёт | Победа     |

## Факты
- Театр долгое время располагался в двух шагах от Верховной рады Украины на улице Шелковичной
- В настоящее время театр располагается на улице, которая носит имя Владимира Ивановича Немирович-Данченко — драматурга, театрального режиссёра, один из основателей Московского художественного театра
- В театре практикуют «творческие встречи артистов со зрителями» под названием «Истории из гримёрки»[10]